# 极端民族主义
極端民族主義（英語：Ultranationalism）是一種意識形態，和傳統民族主義的概念完全不同，強調某個國家或民族在政治、經濟和社會領域的利益與統治地位。通常表現為對自己族群的優越感和極端支持，同時將其他國家，種族，宗教或文化社群視為敵對與次等，並加以歧視，排斥和仇恨，進而引發種族主義和迫害等問題。極端民族主義往往伴隨著侵略性和暴力傾向，可能採取戰爭或種族清洗等極端手段以實現政治目標，它與國家復興的概念共同構成了法西斯主義的關鍵基礎。
加略斯·布加杰斯基認為，民族主義在最極端或發展到終極形態時，類似於法西斯主義，其特點是仇外蔑視，支持專制政治並靠近極權主義，強調魅力型領袖，一個組織上無定形的運動型政黨，以及國家之間的「有機統一」。 
羅傑·格里芬指出，極端民族主義本質上是仇外的，並且會通過神化自己歷史上的偉大成就，或者強調對歷史宿敵的仇恨來實現自身的合法化。它有時還會利用庸俗的體質人類學、遺傳學和優生學來對種族優越感和種族前途做合理化解釋，並衬托其他種族的墮落和劣等的观念。 

## 极端民族主义政党
二战后被认为过是极端民族主义者的政党：
- ：一国党[4]
- 奥地利：奥地利自由党[5][6][7]
- 比利时：弗拉芒利益[8][9]
- 保加利亚：保加利亚复兴党（英语：Revival (Bulgarian political party)）[10][11][12]、攻击（英语：Attack (political party))）[13]、IMRO-保加利亚民族运动（英语：IMRO – Bulgarian National Movement）[14][15]、拯救保加利亚民族阵线（英语：National Front for the Salvation of Bulgaria）[14]
- ：塞尔维亚族民主党[16][17]
- 民主柬埔寨：柬埔寨共产党[18]
- 中华人民共和国：中国共产党[19][20][21][22][23]
- ：国土运动（英语：Homeland Movement (Croatia)）[24]、克罗地亚民主共同体[25]、克罗地亚纯权力党（英语：Croatian Pure Party of Rights）[25]、克罗地亚权力党（英语：Croatian Party of Rights）[25]
- 賽普勒斯：埃拉姆语（英语：ELAM (Cyprus)）[26][27]
- 捷克：自由和直接民主[28]
- 丹麦：丹麦人民党[29][30][31]
- 爱沙尼亚：爱沙尼亚保守人民党[32][33][34]
- 法國：法国国民联盟[35]
- 芬兰：正统芬兰人党[36]
- 德国：德国选择党[37][38]
- 希腊：希腊方案[39]、人民协会－金色黎明[40][41][42]
- 匈牙利：我们的家园运动（英语：Our Homeland Movement）[43]、尤比克争取更好的匈牙利运动[44][45][46]
- 印度：湿婆军[47]、印度人民党[48][49][50][51]
- 印度尼西亞：专业集团党[52]
- 以色列：宗教锡安主义者党[53]、凯煦[54]
- 義大利：意大利兄弟党[55][56]
- 日本：自由民主党 [57][58][59][60]
- 北馬其頓：马其顿内部革命组织－马其顿民族统一民主党[61]
- 緬甸聯邦共和國：联邦巩固与发展党[62][63]
- 菲律賓：新社会运动党（英语：Kilusang Bagong Lipunan）[64]
- 波蘭：波兰民族运动党[65]
- 羅馬尼亞：罗马尼亚人团结联盟[66][67]
- 俄羅斯：俄罗斯自由民主党[68]、全俄政党“祖国”[69]
- 塞爾維亞：塞尔维亚誓言者党（英语：Serbian Party Oathkeepers）[70][71]、Dveri（英语：Dveri）[72][73][74]、塞尔维亚复兴运动（英语：Serbian Renewal Movement）[75]、 塞尔维亚激进党[76]、塞尔维亚统一党（英语：Party of Serbian Unity）[77][78][79]
- 南非：经济自由斗士[80][81]、国民党[82]
- 斯洛伐克：我们的斯洛伐克人民党（英语：People's Party Our Slovakia）[83]、斯洛伐克民族党[84][85][86]
- 大韓民國：韩国全国青年协会（英语：Korean National Youth Association）[87]
- 西班牙：呼声[88][89]、传统主义西班牙国家工团主义进攻委员会方阵[90]
- 瑞典：瑞典民主党[91][92][93]
- 瑞士：瑞士人民党[94]
- 土耳其：民族主义行动党[95][96]、土耳其大团结党（英语：Great Unity Party）[97]
- 乌克兰：自由党[98][99][100]、右区[101][102][103]